# Globimetula anguliflora
Globimetula anguliflora là một loài thực vật có hoa trong họ Loranthaceae. Loài này được (Engl.) Danser mô tả khoa học đầu tiên năm 1933.